# Ushas

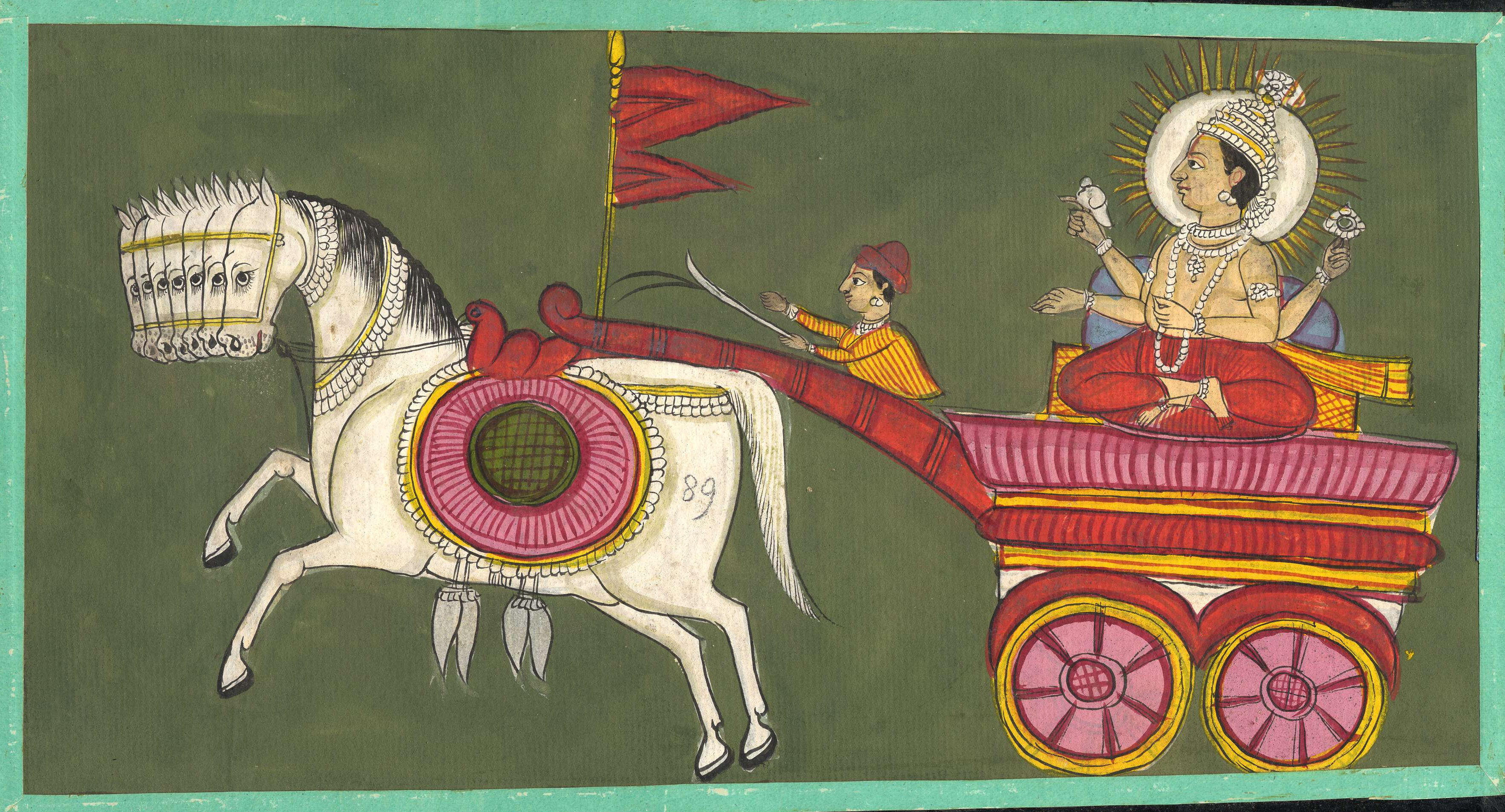
Surya de zonnegod, de minnaar, echtgenoot of zoon van Ushas, op zijn wagen, getrokken door een zeven-hoofdig paard, gouache op papier, geschilderd tussen 1800 en 1805 door een anonieme kunstenaar uit Poona

Ushas is in in het Hindoeïsme de eeuwig jonge godin van de dageraad. 

## Etymologie
De naam Ushas komt van de wortel vas (schijnen).

## Bron
Ze komt in ongeveer twintig hymnen van de Rig Veda voor. 

## Beschrijving
Vrolijk als een jonge danseres uitgedost, gekleed in licht, verschijnt ze in het oosten en onthult haar charmes. Ze rijdt op een stralende wagen, voortgetrokken door rode paarden of koeien, die waarschijnlijk de rode stralen van de morgen symboliseren. Stralend, verrijzend als uit een bad, verdrijft ze met haar licht de duisternis van de nacht, boze dromen en boze geesten. Ze opent de hemelpoorten, wekt alle levende wezens en zet ze aan tot beweging. Ze schenkt haar vereerder in overvloed rijkdom, kinderen, bescherming en een lang leven. Daarnaast vereert zij de weldoeners van de dichter met roem en glorie.

## Familie en vrienden
Ushas is geboren in de lucht en heet daarom de dochter van de Hemel. Ushas is nauw verbonden aan de zon Surya, het oog van de goden, wiens wegen ze opent. Ze straalt met het licht van de zon, haar minnaar. Surya volgt, begeert en ontmoet haar, daarom wordt ze ook zijn vrouw genoemd. Maar als degene die aan de zon voorafgaat, wordt ze soms ook als zijn moeder gezien, die met haar stralende kind naar voren treedt. Ushas wordt ook de (oudere) zuster van de Nacht genoemd. Samen heten ze usasa-nakta of naktosasa. Het offervuur wordt in de ochtend opgerakeld. Soms heet daarom de vuurgod Agni haar minnaar, met wie ze vaak samen wordt genoemd. Ushas wordt ook vaak in verband gebracht met Surya's zonen, de Asvins, de tweelinggoden van de vroege morgen. Als hun wagen gereed wordt gemaakt, wordt Ushas geboren. Zij maakt hen wakker en ze vergezellen haar en zijn haar vrienden.